# Partihallsförbindelsen
Partihallsförbindelsen är en 1 150 meter lång viadukt (planskild fyrfältsväg)  mellan E45 och E20 i Göteborg. Förbindelsen byggdes som en del av Göteborgsöverenskommelsen, den infrastruktursatsning i Göteborg i vars vägtrafikdel bland annat Götatunneln ingår.
Vägen är byggd i en viadukt över Västra stambanan i höjd med Ånäsmotet och knyter ihop E45 med E20. Vid Marieholm har en ny trafikplats byggts som är ansluten till E6 via Marieholmstunneln under Göta älv, den så kallade Marieholmsförbindelsen. Vägen har fyra filer, två i varje riktning. I den norra delen lämnar en fil per riktning förbindelsen, så att det längst i norr är en fil per riktning. De filer som lämnar förbindelsen ansluter till Marieholmstunneln.
Partihallsförbindelsen har vägnumret E6.21, samma som Lundbyleden. 2011-2021 hade förbindelsen det tillfälliga vägnumret E20.10.
Bron kallas av Göteborgshumorn för Röde Orm.

## Historik

### Bakgrund och tidigare planer
Bakgrunden till att Partihallsförbindelsen byggdes är att både E6 och E20 är kraftigt överbelastade i rusningstrafik, med stora köer som följd. Förbindelsen har delvis löst problemet med E6-passagen under Västra stambanan som var en flaskhals. Det var det enda stället att korsa järnvägen väster om Gamlestadsvägen. Den sistnämnda vägen, och vägarna runt centralstationen, är också hårt belastade och har låg kapacitet.
En annan flaskhals är Tingstadstunneln. Båda dessa trånga sektorer är dimensionerade för trafik- och befolkningssituationen på 1960-talet[källa behövs], men nu räcker inte kapaciteten till. Tingstadstunneln är trefilig i vardera riktning, men har till exempel i norrgående riktning att betjäna trafik från fyra motorvägar; E6, E20 och E45 österifrån samt E45 västerifrån. Det problemet löses inte förrän Marieholmstunneln står färdig 2020.
När Statens Järnvägar (SJ) 1947 köpte upp den av Göteborgs stad ägda enskilda järnvägen Bergslagernas Järnvägar ingick det i köpet en förbindelse att förutom ovan nämnda broförbindelse över spårområdet även bygga ett storhotell vid centralstationen i Göteborg. Den första broförbindelsen var E6, 1968. Det kom dock att dröja till in på 2000-talet innan hotellet blev byggt.

### Finansiering och bygge
Finansieringen av Partihallsförbindelsen kom huvudsakligen från Trafikverkets budget för länet – motsvarande en fjärdedel av 2005–2015 års länsbudget – samt från Västra Götalands län.
Två trafikplatser byggdes där särskilt den mot E45 var omfattande och därmed dyr. Kontraktet på 1,125 miljarder kronor fick Skanska i juni 2008. 2009 var den beräknade kostnaden 1,8 miljarder.
Byggandet inleddes den 13 augusti 2008 då det första spadtaget togs av 100 personer, däribland infrastrukturministern, med varsin spade.
Från början var bygget planerat att starta 2005, men flyttades fram ett antal gånger. Bland annat överklagades byggprojektet av boende i området som inte ville ha mer buller intill bostaden. De aktuella bostäderna påverkas indirekt genom ökad trafikmängd och högre hastighet på E20 på grund av mindre köer. Själva Partihallsförbindelsen går över industriområden. Ärendet gick genom miljödomstolen och överklagades vidare till regeringen som gav klartecken i februari 2007.
I tätorter måste kommuner detaljplanera markanvändningen, och så även för Partihallsförbindelsen. Samma närboende överklagade även kommunens detaljplan till länsstyrelsen och sedan till regeringen i augusti 2007. Även Trafikverkets (dåvarande Vägverkets) arbetsplan har överklagats. Regeringen avvisade överklagandena den 28 februari 2008 med motiveringen att förbindelsen minskar buller och utsläpp, dock inte vid de överklagandes bostad. Regeringen krävde dock att bullerskyddet för de aktuella fastigheterna som överklagandet gällde skulle förstärkas, bland annat genom en bullerreducerande vägbeläggning.
Klockan 13 den 1 december 2011 rullade den första bilen över Partihallsförbindelsen, som därmed var invigd.

## Kritik
Kort efter öppnandet framfördes viss kritik mot projektet, vilket Trafikverket har tagit till sig av. Det är sedan tidigare känt att bron inte kan få full effekt innan Marieholmstunneln är byggd. Fram till dess kommer vissa av flaskhalsarna bara att byta plats, vilket har skett här. Tidigare fick de som skulle köra in till stan stå i köer på E20, nu har dessa köer flyttats till E45, vilka dock är mindre än förr. En annan kritik kommer av att de som ska köra från E20 mot E6 Oslo hänvisas via skyltar till Partihallsförbindelsen och E45 via Bohus till E6 vid Kungälv. Men de som kommer från E20 och ska mot södra Hisingen kommer fel om de följer E6 Oslo, eftersom filerna inte är anpassade till att köra från Partihallsförbindelsen till Tingstadstunneln. Hisingen skyltas via den gamla vägen via Olskroksmotet, men det namnet har inte synts väl bland alla andra skyltade namn.

## Bilder

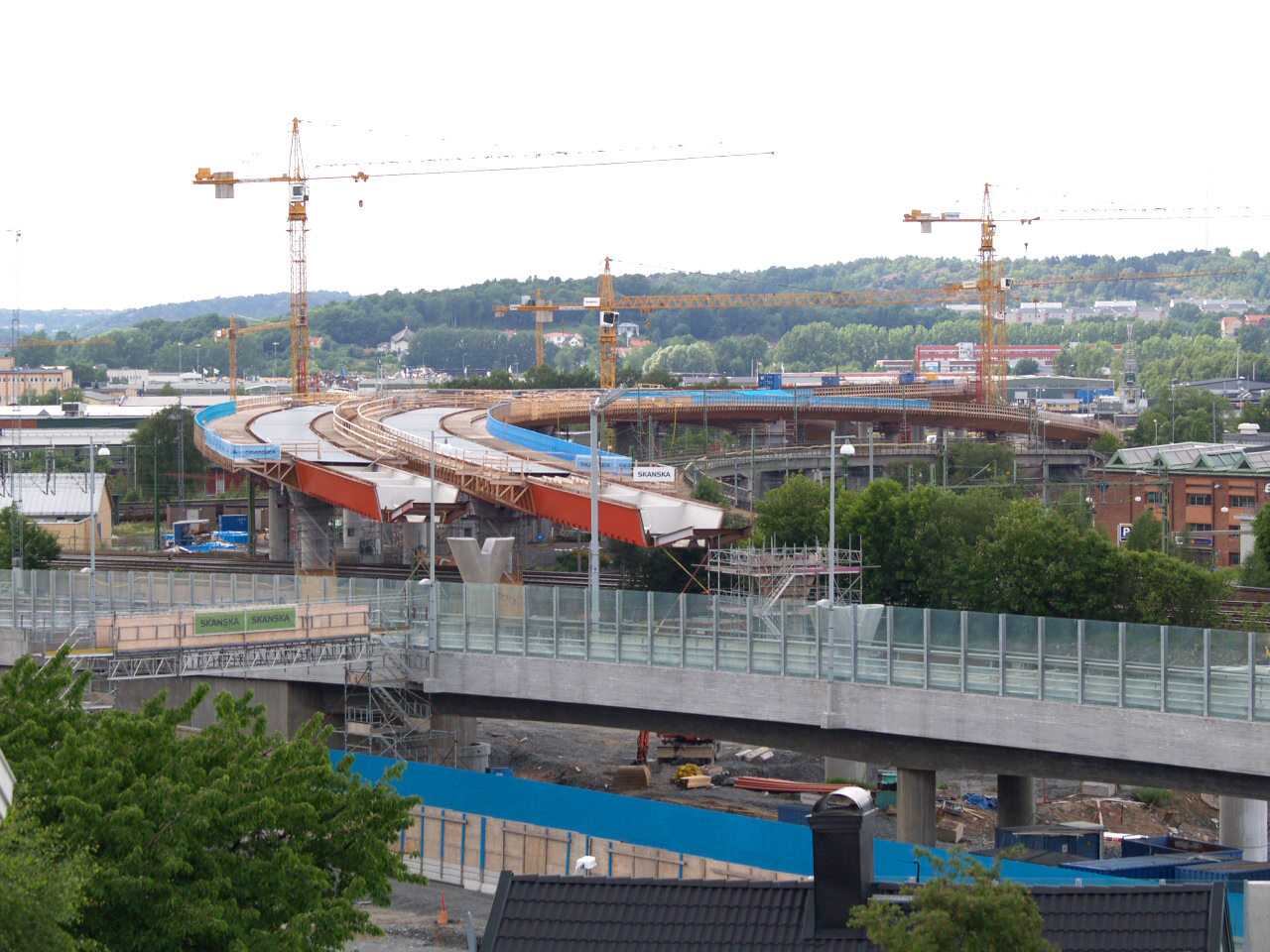
Bygget av Partihallsförbindelsen vid Ånäsmotet (juli 2010).
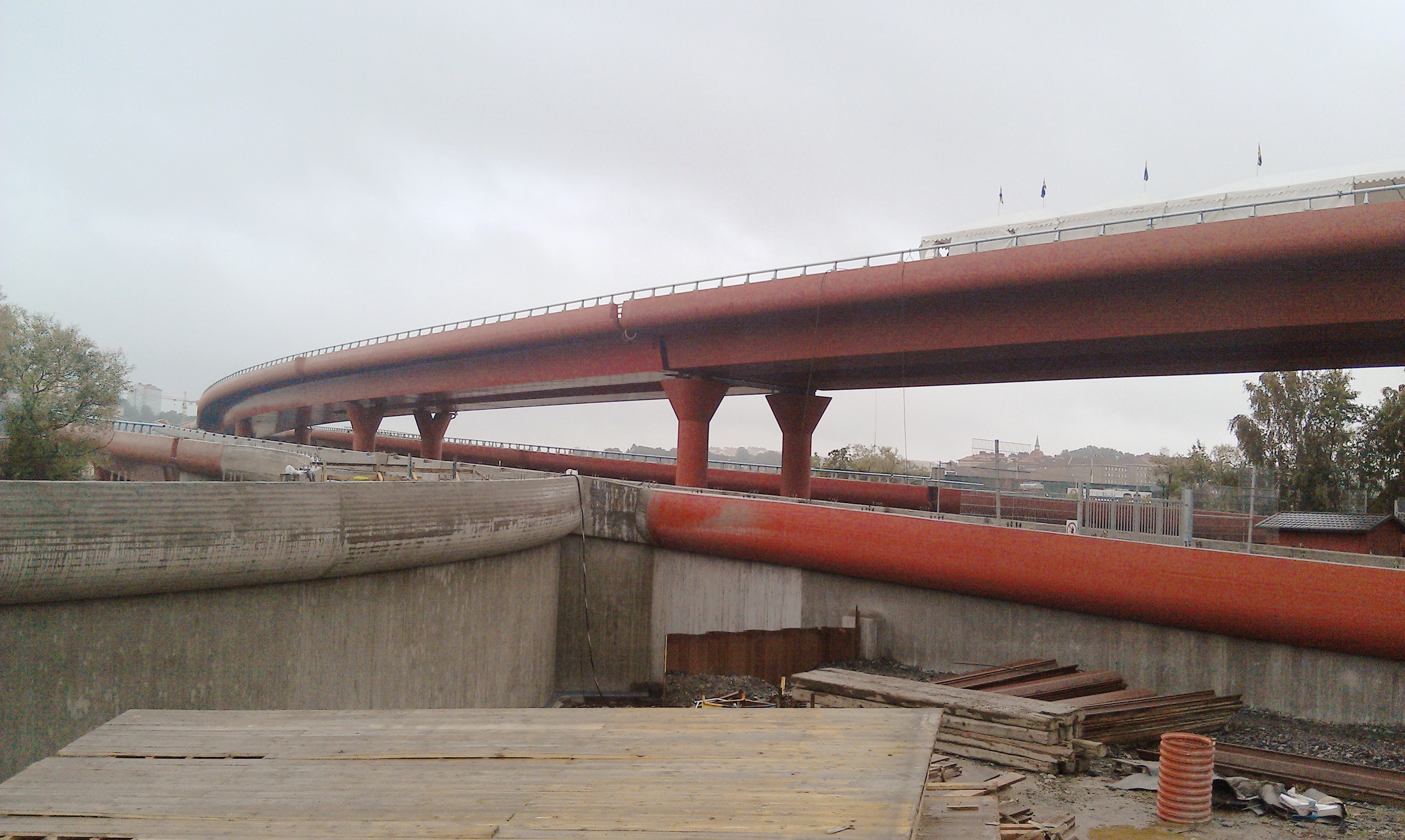
Bygget av Partihallsförbindelsen vid Marieholm.
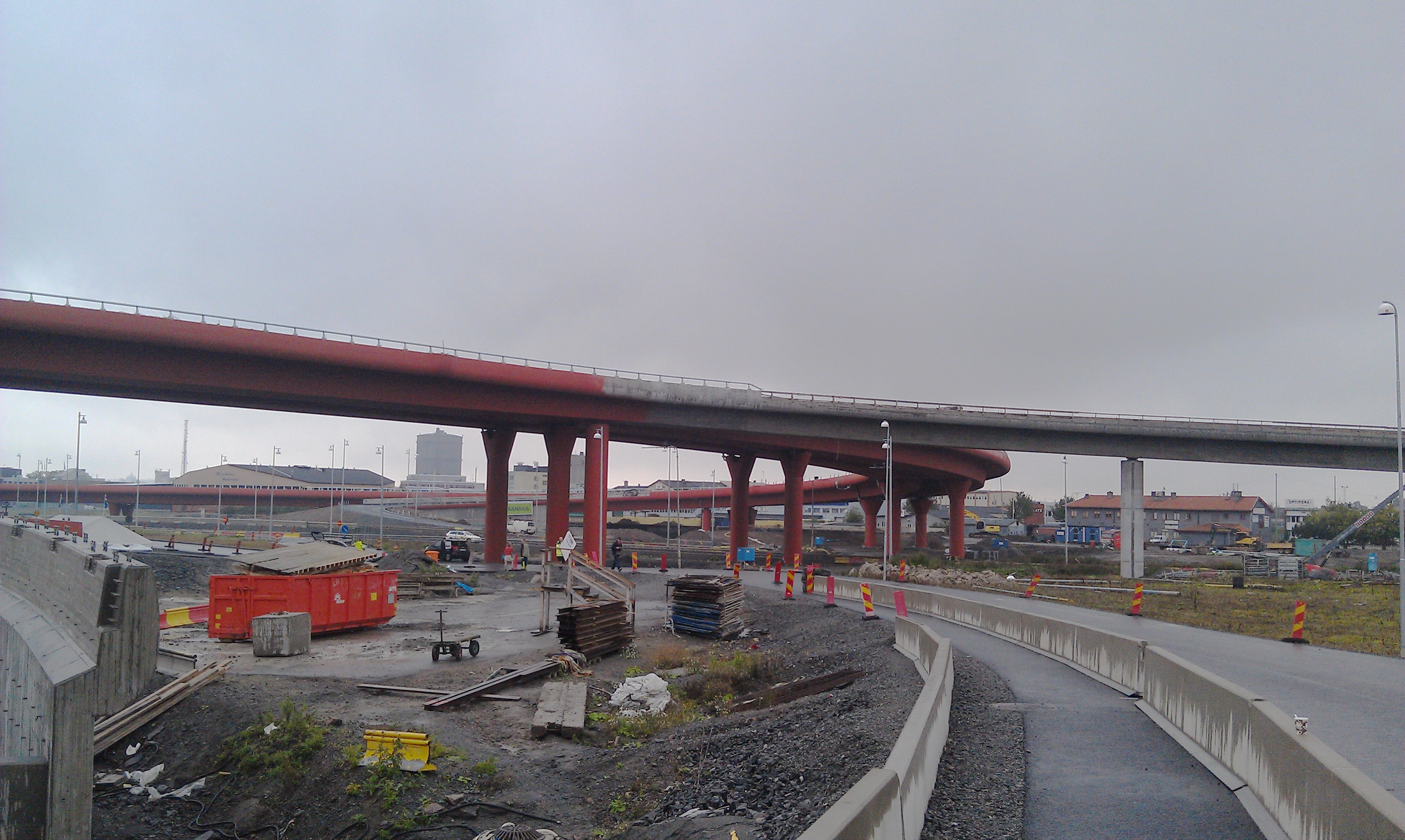
Partihallsförbindelsens anslutning till E45.
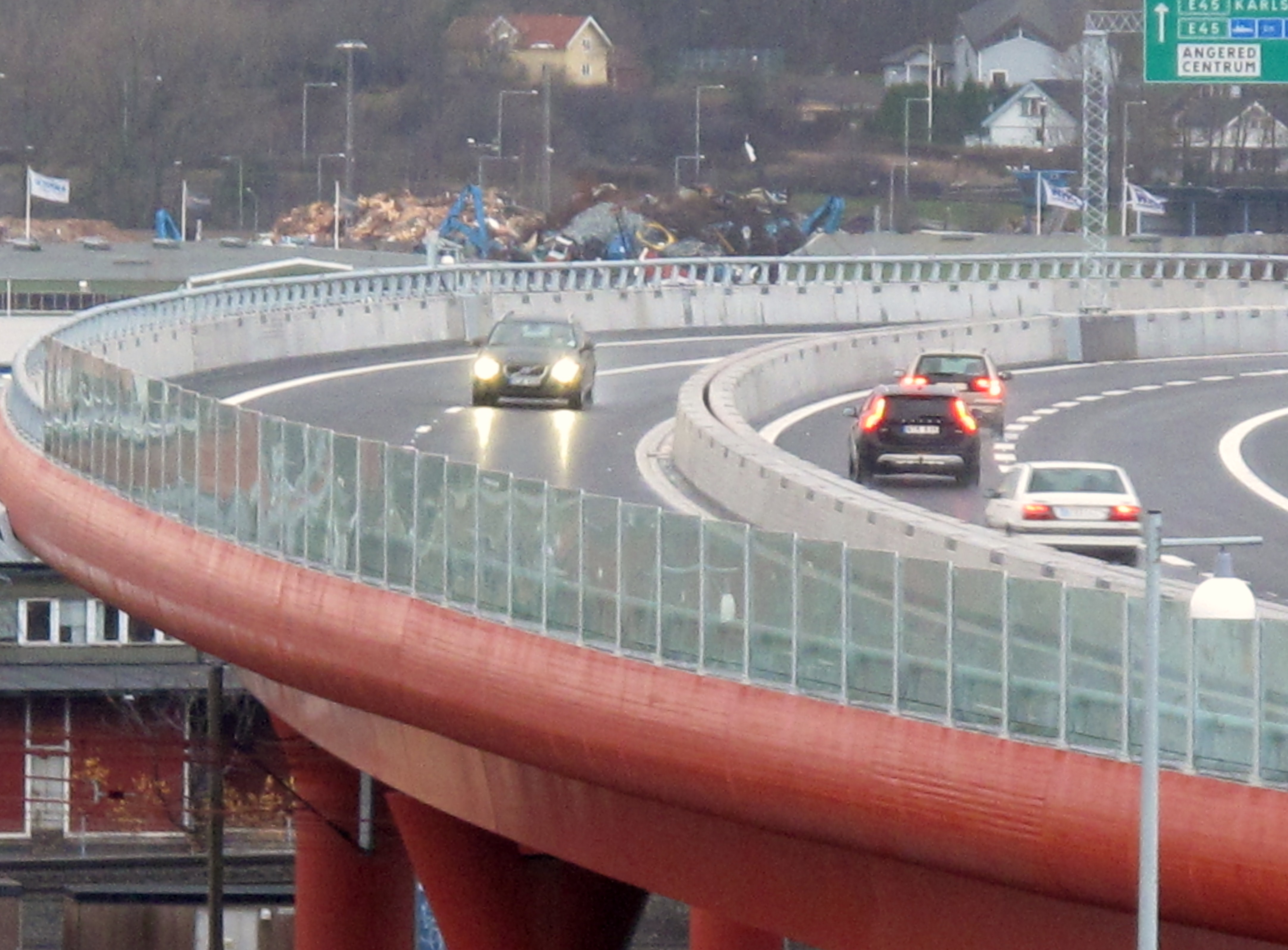
Partihallsförbindelsen.